# Димер иодида золота(III)
Димер иодида золота(III) — бинарное неорганическое соединение, соль металла золота и иодоводородной кислоты, формулой Au2I6. При стандартных условиях представляет собой серовато-зелёные кристаллы, плохо растворимые в воде.

## Получение
- Реакция димера хлорида золота(III) c иодидом калия:

{\displaystyle {\mathsf {Au_{2}Cl_{6}+6KI\ {\xrightarrow {H_{2}O}}\ Au_{2}I_{6}\downarrow +6KCl}}}

## Физические свойства
Димер иодида золота(III) образует серо-зелёное кристаллическое вещество, почти не растворимое в воде.

## Химические свойства
- Растворяется в избытке раствора иодида калия:

{\displaystyle {\mathsf {Au_{2}I_{6}+2KI\rightleftarrows K[AuI_{4}]+K[AuI_{2}]+I_{2}}}}
- Неустойчив на воздухе:

{\displaystyle {\mathsf {Au_{2}I_{6}\rightleftarrows 2AuI+2I_{2}}}}